# 刘翊纶
刘翊纶（1926年—），男，直隶（今河北）涉县人，中国无机化学家，曾任西北大学化学系教授，中国化学会理事。